# Kodandera Subayya Thimayya
Kodandera Subayya Thimayya, britanski general indijskega rodu, * 1906, † 1965.